# Filtparken

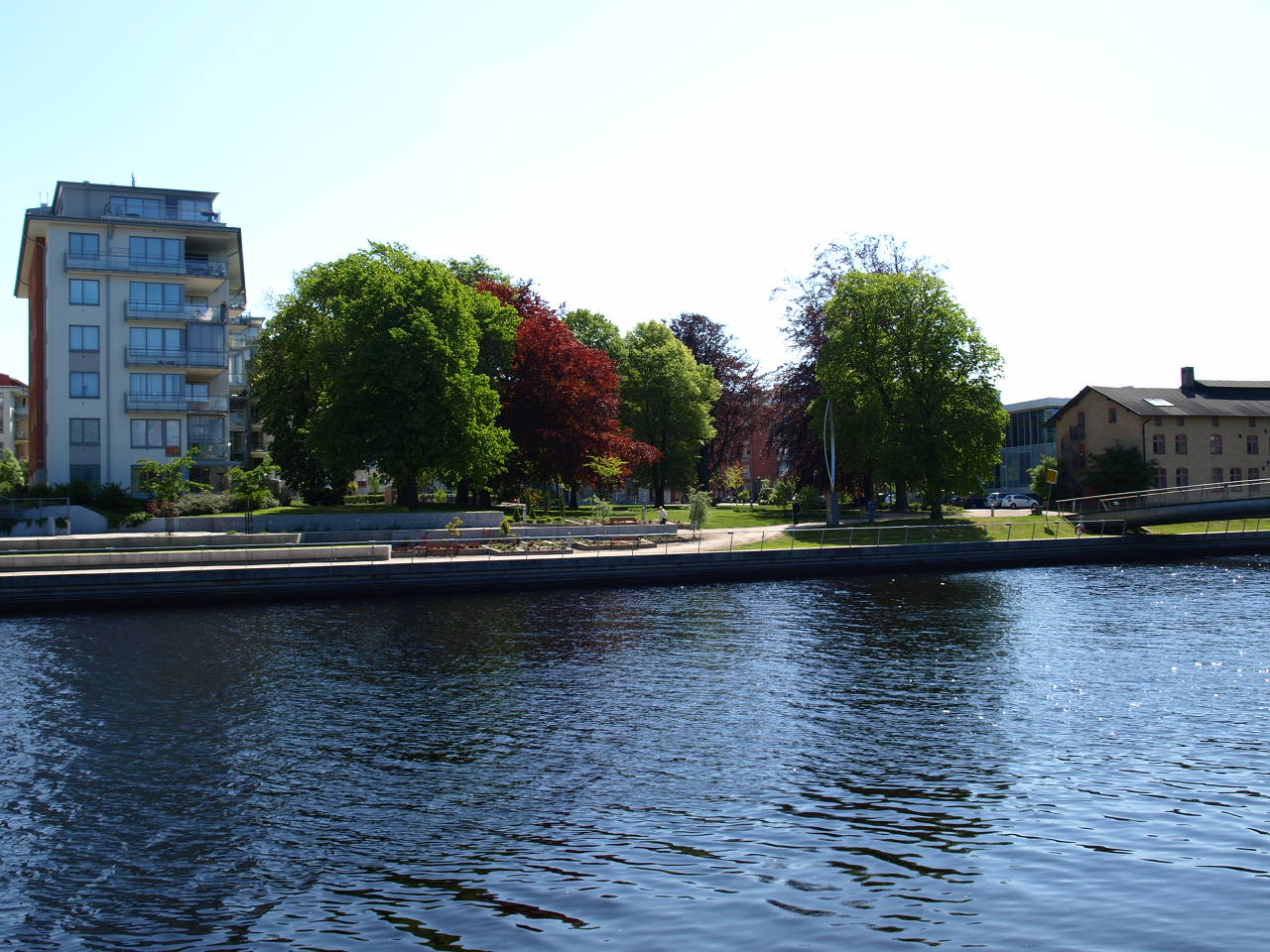
Filtparken sedd från Hamngatan på andra sidan Nissan.T.v. ett av husen i kvarteret Jokern.T.h. skymtar Gamletullsbron och Kulturskolan. Bakom Kulturskolan skymtar Halmstads stadsbibliotek.

Filtparken är en park belägen mellan kvarteret "Jokern" och  Kulturskolan/Halmstads stadsbibliotek utmed Nissans östra strand i centrala Halmstad. Sitt namn har parken fått efter den filtfanrik Albany Nordiskafilt AB, som tidigare låg i området. Fabriken revs i början av 1990-talet sedan företaget flyttat 1991. 
I början av 2000-talet började man att bygga bostäder där fabriken tidigare låg. Tidigare hängde parken ihop med den närbelägena Kapsylparken men blev en egen park när det nya biblioteket byggdes i början av 00-talet. Förbi parken passerar den nyligen anlagda strandpromenaden kallad Gamletullpromenaden. Filtparken har inga större planteringar utan är endast trädbevuxen.

## Konstnärlig utsmyckning
Invid vattnet i närheten av Gamletullsbron finner man konstverket "Himmelsbåt" av Torgny Larsson, vilket invigdes årsskiftet 1999-2000. Skulpturen lyser med blått ljus i mörker. Inne i parken finner man ett gigantiskt plockepinn och ett Fia-spel i jätteformat. Dessutom så finner man även tre stora Fyra i rad-spel. 

## Bildgalleri

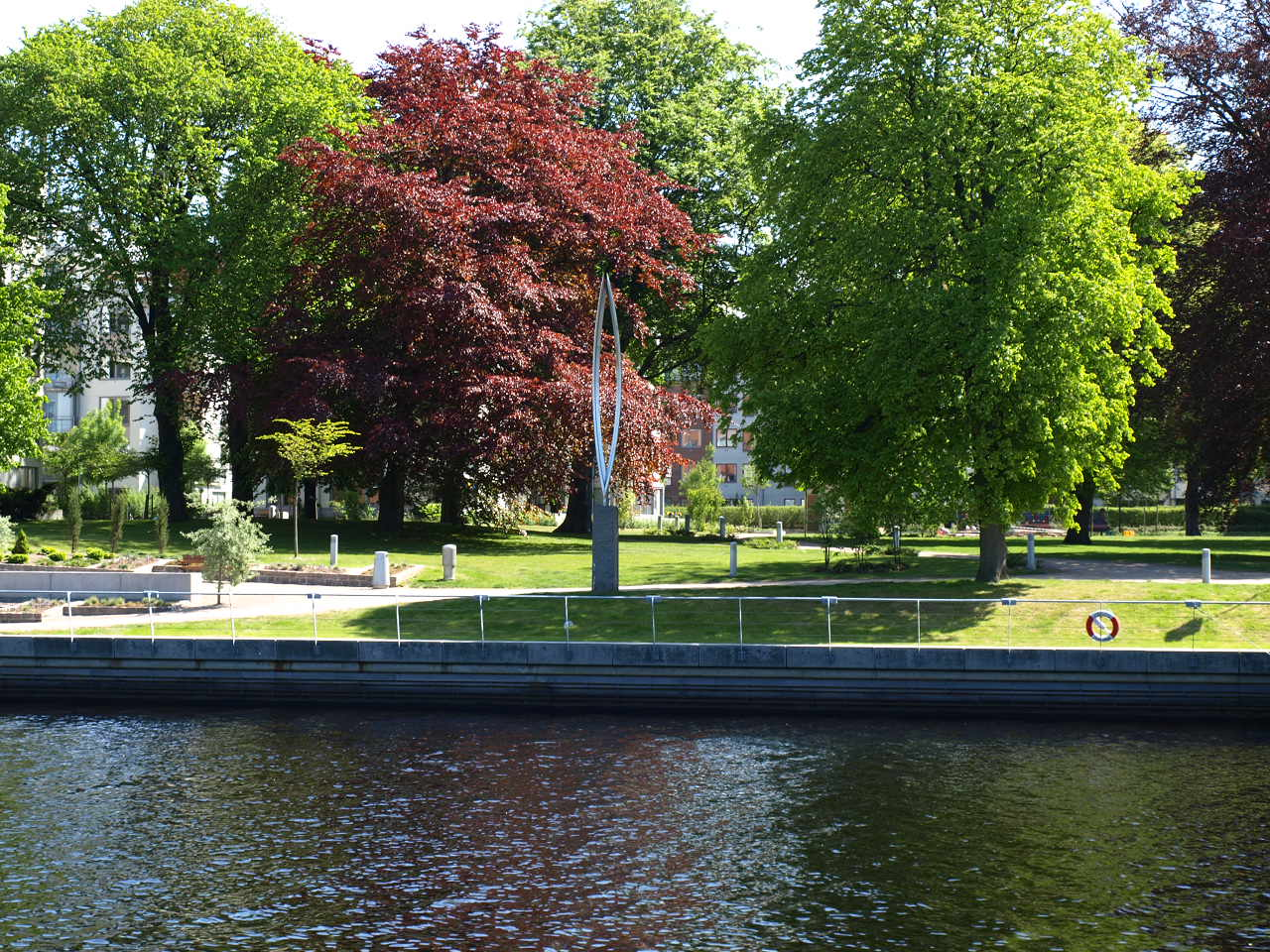
Filtparken vid Nissan. I mitten konstverket "Himmelsbåt".
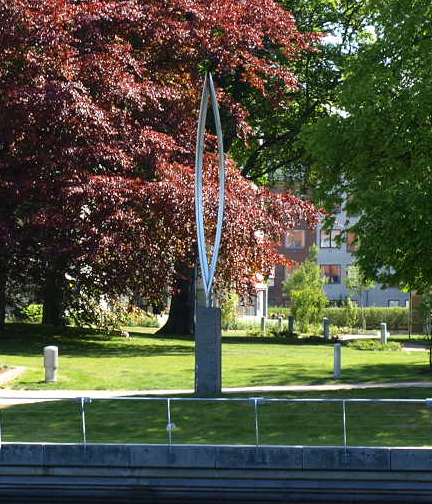
"Himmelsbåt" sett inifrån parken.
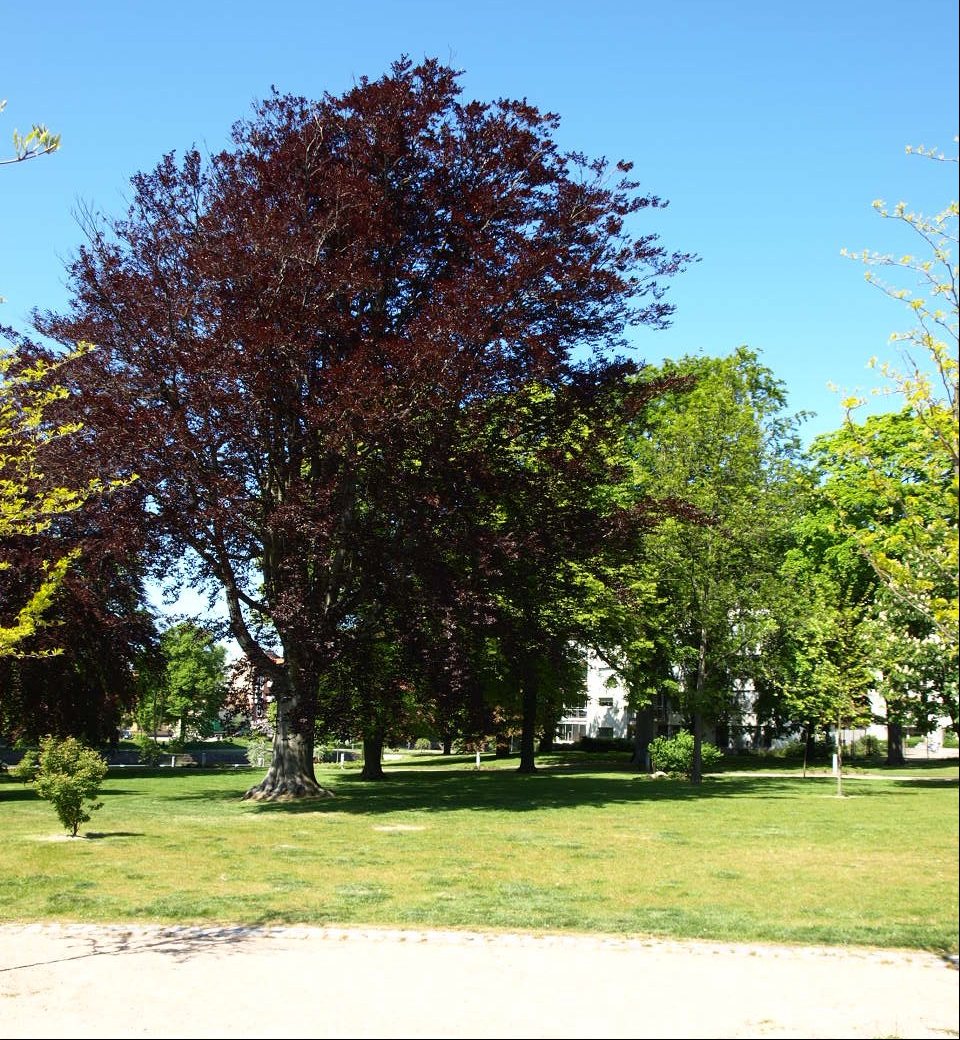
Träd inne i parken.
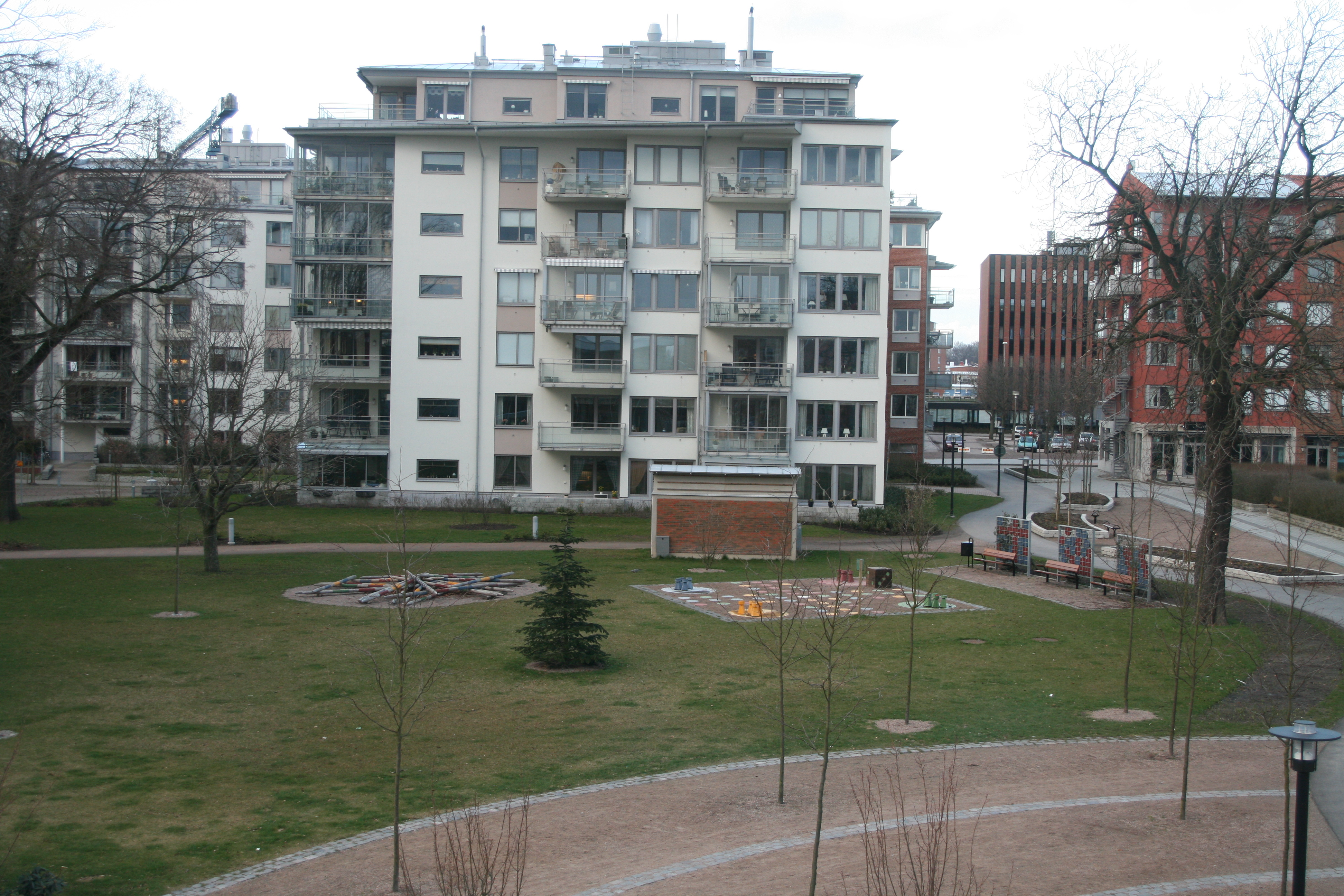
Vy över sällskapsspelen.
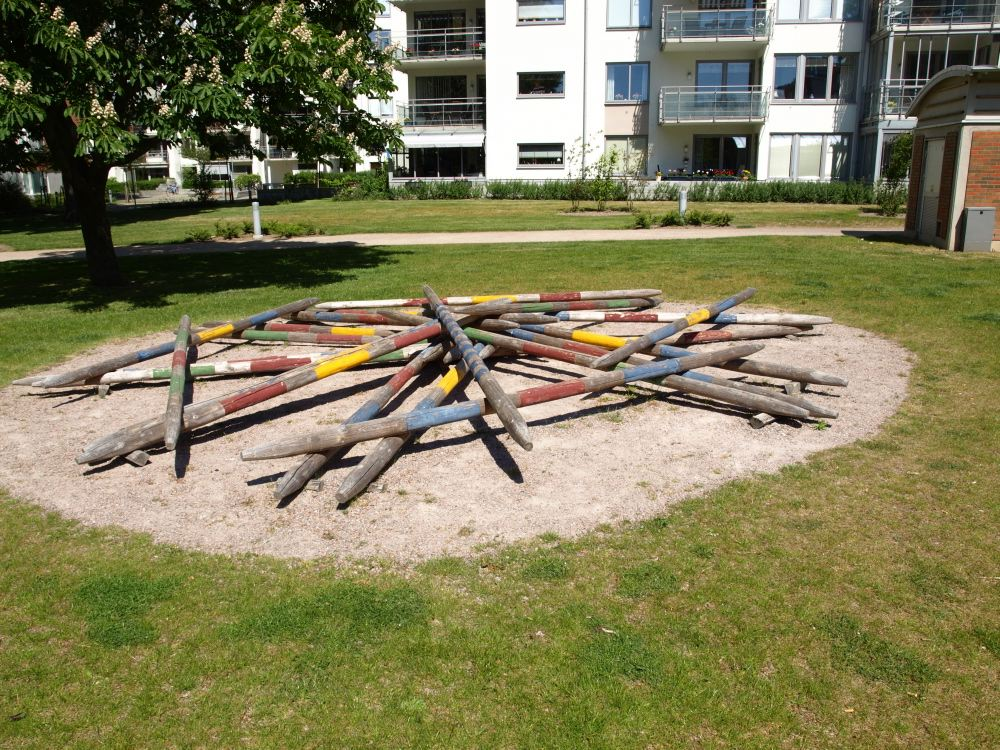
Gigantiskt plockepinn.
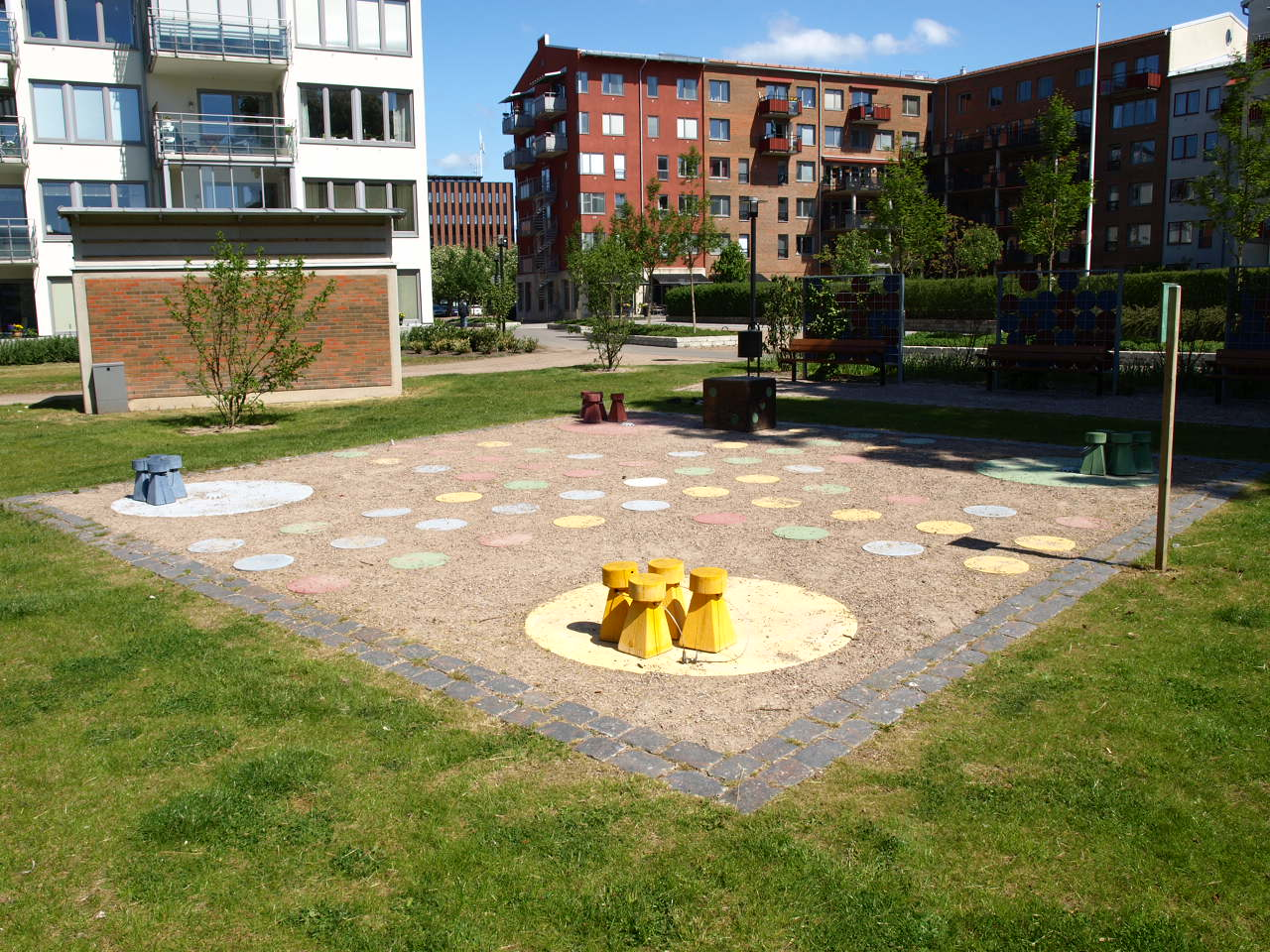
Fia-spel i jätteformat.
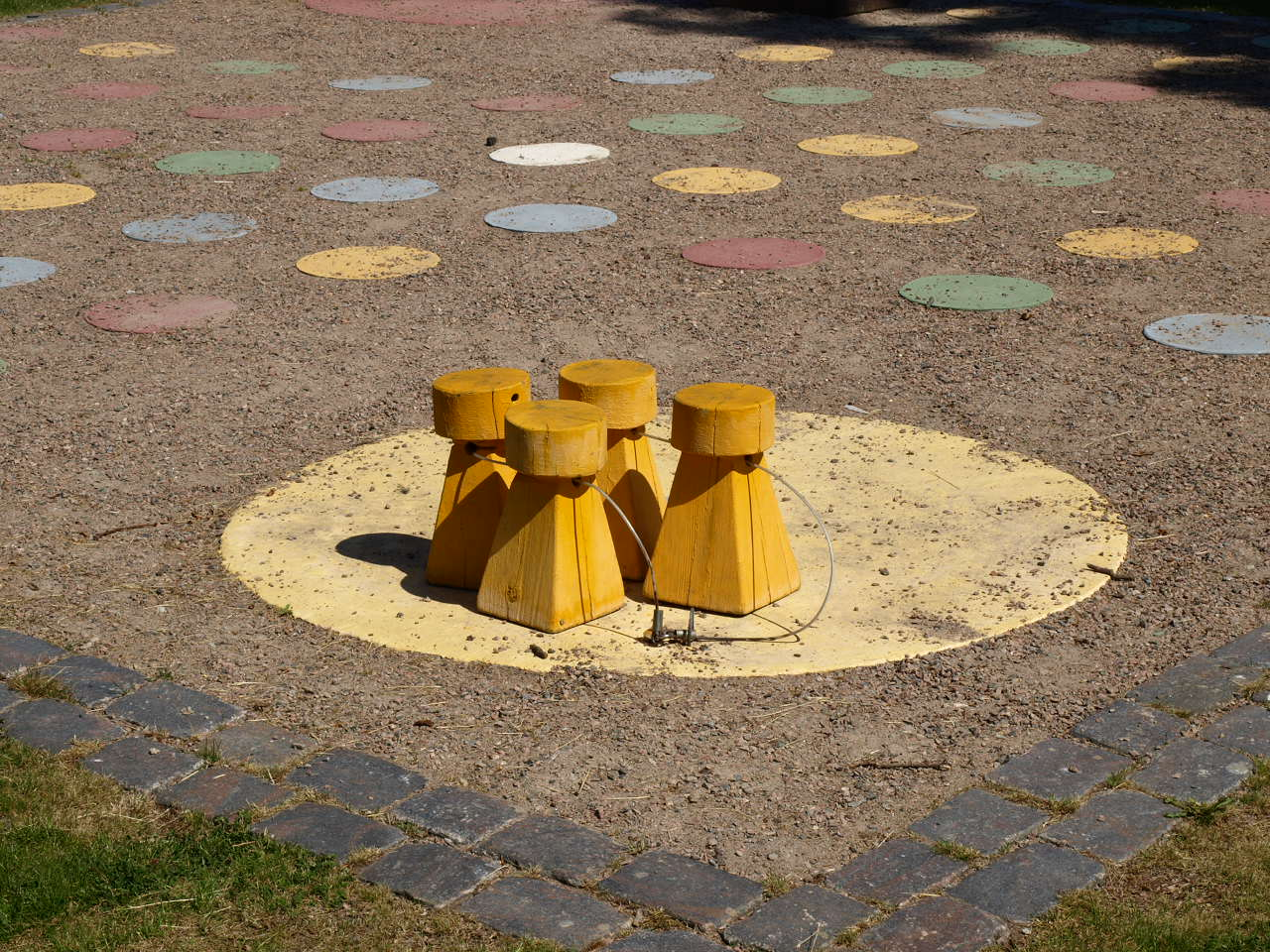
Spelpjäser
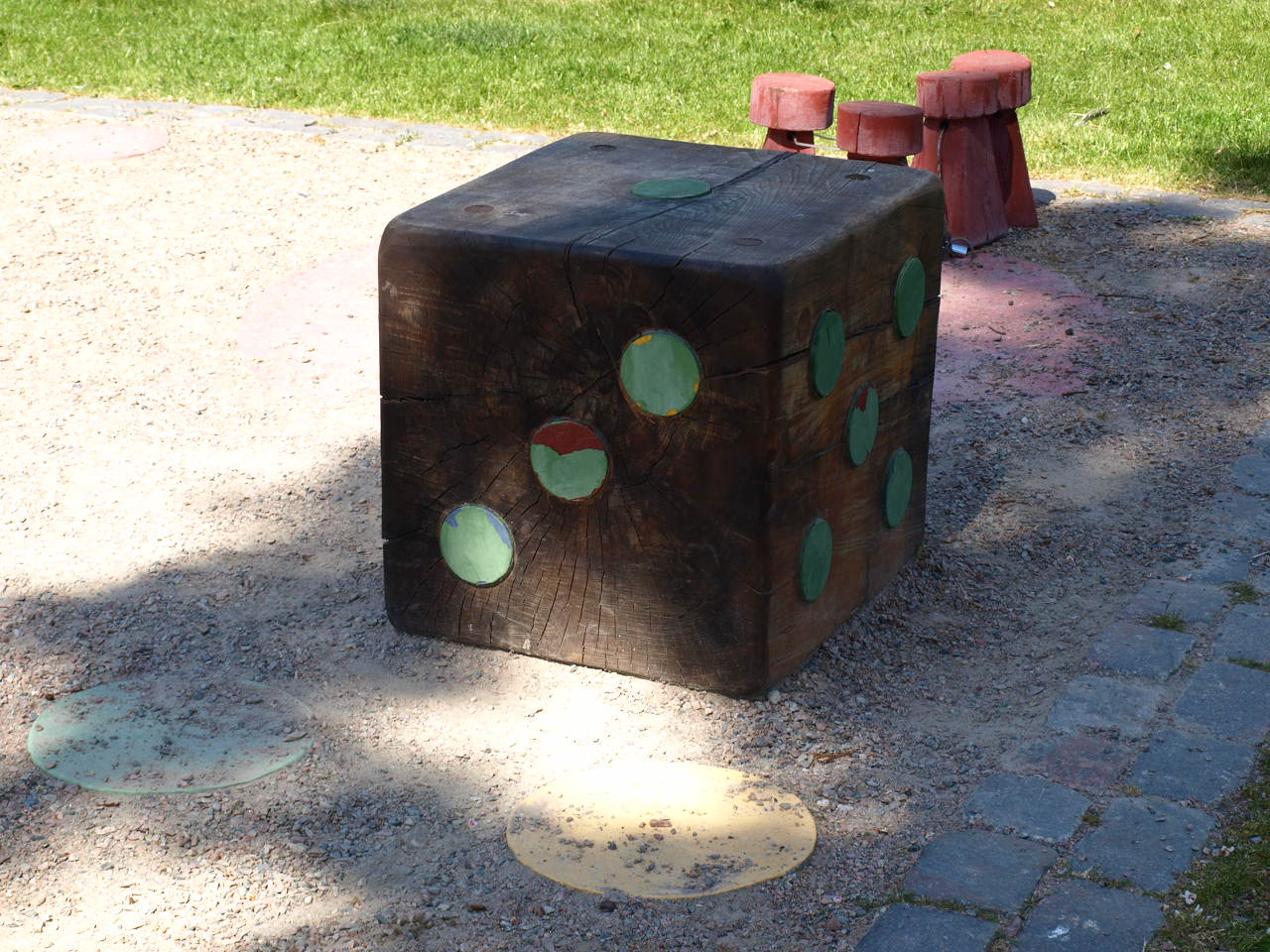
Tärningen!
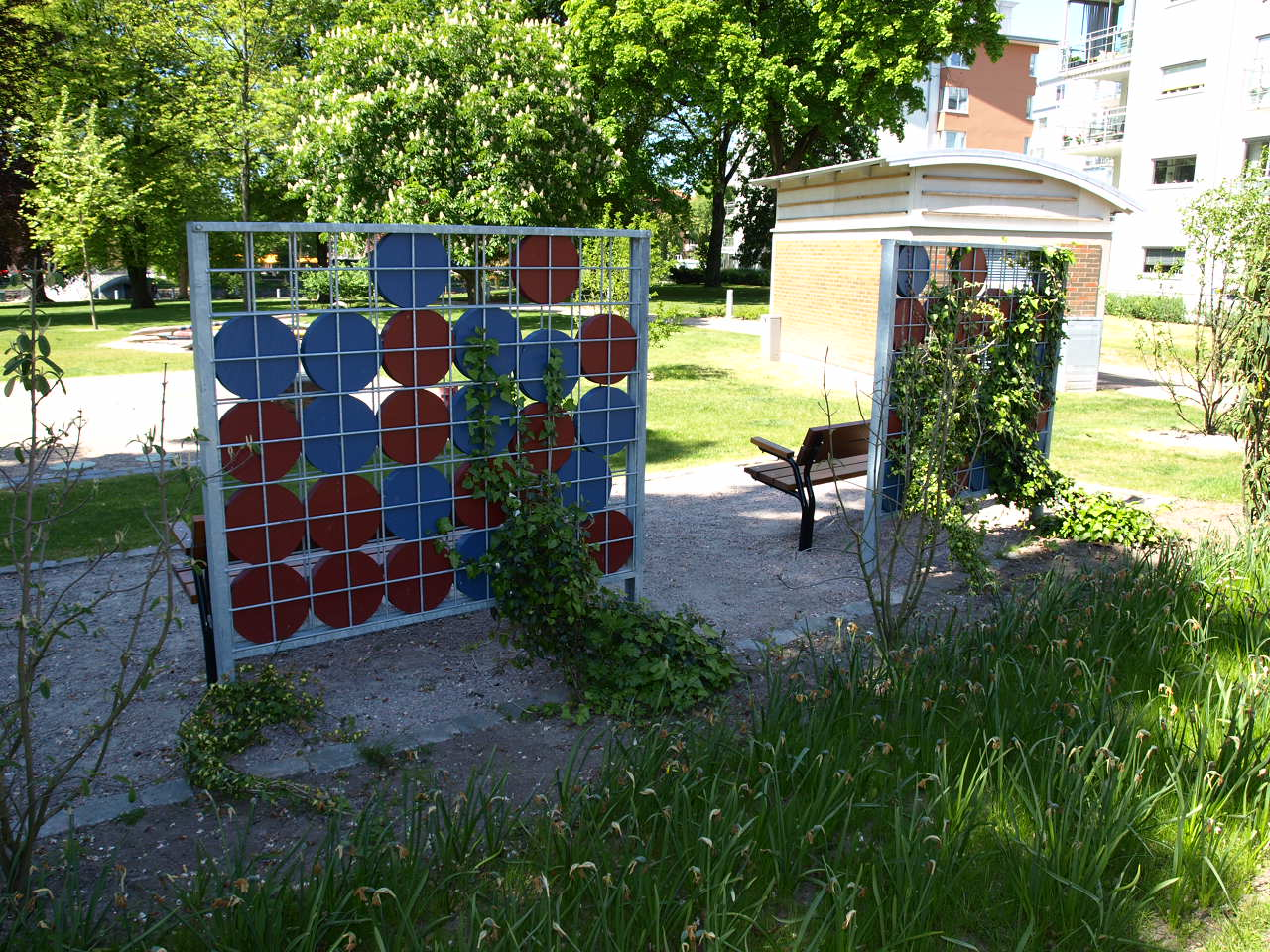
Stor variant av fyra i rad.
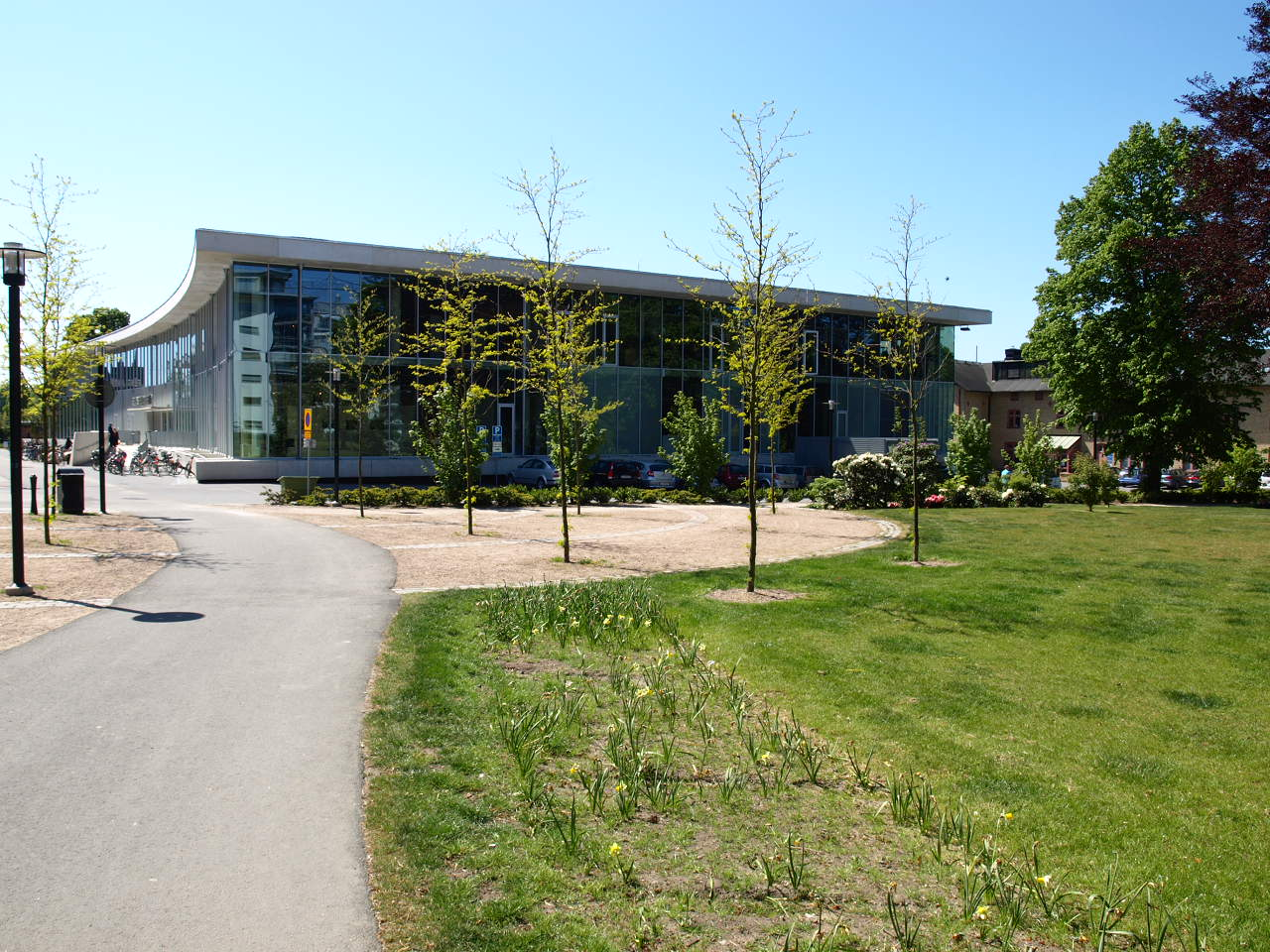
Stadsbiblioteket sett från parken.